# Şehzade Mahmud Necmeddin
Şehzade Mehmed Necmeddin (en turco otomano: شہزادہ محمود نجم الدین‎; 3 de junio de 1878-27 de junio de 1913) fue un príncipe otomano, segundo hijo del sultán Mehmed V y su tercer consorte Dürrüaden Kadın.

## Primeros años
Şehzade Mahmud Necmeddin nació el 23 de junio de 1878 en el apartamento del príncipe heredero, el palacio de Dolmabahçe. Su padre era el futuro sultán Mehmed V, hijo del sultán Abdulmejid I y Gülcemal Kadın, y su madre era  Dürrüaden Kadın, hija de Mustafa Bey Voçibe.

## Vida pública
El 2 de septiembre de 1909, Necmeddin viajó a Bursa con su padre, el sultán Reşad, y sus hermanos, Şehzade Mehmed Ziyaeddin y Şehzade Ömer Hilmi. El 13 de junio de 1910, él y sus hermanos recibieron a Şehzade Yusuf Izzeddin en la estación de tren de Sirkeci, cuando venía de su primera visita a Europa. El 5 de junio de 1911, él y otros príncipes recibieron a Izzeddin en la estación después de que regresara de su segunda visita a Europa. Entre el 5 y el 26 de junio de 1911, Necmeddin viajó a Rumelia con su padre y sus hermanos.

## Vida personal
Después del ascenso de su padre al trono, Necmeddin recibió apartamentos en el Palacio Dolmabahçe y el Palacio Yıldız. En 1910, tomó posesión de una villa en Kuruçeşme. Aquí patrocinó una fuente a nombre de su madre después de su muerte en 1909.
A Necmeddin le gustaba la música. Se le describió como una persona que entablaba conversación y cuya inteligencia innata se captaba de inmediato. Tenía un rostro bastante atractivo, pero sufría obstáculos físicos. Tenía obesidad mórbida y la oreja izquierda apoyada en la cabeza, además de sufrir cifosis desde su nacimiento y nunca poder caminar.

## Muerte
Şehzade Mahmud Necmeddin murió de enfermedades relacionadas con el estómago y el corazón el 27 de junio de 1913, y fue enterrado en la tumba de su padre ubicada en Eyüp.